# ブラグ
ブラグ（英語: Brag）は、トランプを使ったイギリスのゲームである。手札は3枚で、ルールはポーカーによく似ており、ポーカーの起源のひとつと考えられることもある。
16世紀からある古いゲームだが、イギリスでは現在も普通に競技されている。1981年のワディントン社の調査ではイギリスでラミー・ホイスト・ポントゥーン（ブラックジャック）についで4番目に多く行われているゲームだった。
インドでもほぼ同じゲームがティーン・パッティー（ヒンディー語: तीन पत्ती 3枚のカード）という名で競技されている（英語版記事）。

## 歴史
ブラグとは「自慢する」という意味で、自分の手を実際よりよいものに見せかけることを言う。ポーカーでいうブラフに相当する。
ブラグに類似するいくつかのゲームがヨーロッパ各地で古くから行われていたことが知られている。ポッヘンは5枚の手札で3つのミニゲームを行うが、その2番目の部分がブラグと同様に役を作るものだった。プリメーロ (primero) は4枚の手札で役を作るもので、またフランスのブルラン (brelan) は3枚の手札に加えて全競技者に共通の1枚のカードを利用して役を作るゲームであった。
ブラグは16世紀のポスト (Post) というゲームから発展したものである。このゲームはポッヘンと同じように3つのミニゲームからなり、第1が1枚のカードの大小を争うもの、第2が3枚のカードのうち同じランク2枚または3枚の組があると役になるもの、第3がカードのランクの合計を31に近づけるものだった。19世紀にこのうち第2の部分が独立し、役の種類も増加した。
ブラグはしばしばポーカーの起源とされるが、パーレットによるとそうではなく、共通の起源をもつ従兄弟同士の関係にある。ブラグが現在のような形式になったのはむしろ逆にポーカーに影響されたのかもしれないという。ただし、ポーカーのドロー（一部のカードを山札と交換して手を改良する）の概念はブラグの影響であるという。

## ルール
競技人数は不定。通常の52枚のカードを使用する。カードのランクはAがもっとも高く、2がもっとも低い。
最初のディーラーは何らかの方法で決める。ディーラーはプレイごとに時計回りに交代する。
プレイの前に参加者は一定の参加費（アンティ）を支払う。それからディーラーは各競技者に1枚ずつ3枚のカードを配る。残りのカードは裏返しに積んでおき、この回のプレイには使用しない。
各競技者は手札を見て、ディーラーの左隣から時計回りに順にベット（賭け）を行う。ベットでは降りるか、あらかじめ決められた最小額から最大額の間で賭けることができる。だれかが賭けたら、そのあとの人は降りるか、前の人以上の額を賭けなければならない。
ベットではチップの総額を等しくするのではなく、前の人が出した以上の額を新たに出さなければならない。その競技者がそれまでに賭けたチップを勘定に入れない点がポーカーと根本的に異なっている。たとえば甲がチップ3枚を賭けて、乙がチップ4枚を賭けた場合、甲が残るためにはチップ4枚（1枚ではなく）以上を賭ける必要がある。ベットは以下の2つの場合に終了する。
- ひとりを残して全員が降りた場合。手札は見せずに、残ったひとりがチップを取る。
- ふたりを残して全員が降り、そのうちひとりが必要な額の倍を払うと、そこで両者が手を見せあい、強い手の方がチップを取る。ふたりの手の強さが等しい場合は、倍額を払った側の負けになる。

カードは、初回のプレイの前と、前回プライアルの役が出た場合にはシャッフルする。それ以外の場合は、前回使ったカードをまとめ、積んでおいたカードの一番底に入れるだけで、シャッフルしてはならない。

### 見ないで賭ける
特殊なルールとして、手札を見ないままベットすることができる。この場合は通常の半額のチップを出せばよい。ベットの途中から手札を見る方式に変更することもできる。

### 役の種類
強い方から、以下の5つの役がある。
| 役                                     | 説明                                                       | 例       | 確率   |
| -------------------------------------- | ---------------------------------------------------------- | -------- | ------ |
| プライアル (prial)                     | 3枚のカードのランクがすべて同じ。3のプライアルは他より強い | K♣-K♠-K♥ | 0.24%  |
| ランニング・フラッシュ (running flush) | 3枚のカードのランクが連続していて、かつすべて同じスート    | 7♠-6♠-5♠ | 0.22%  |
| ラン (run)                             | 3枚のカードのランクが連続                                  | 6♥-5♣-4♦ | 3.26%  |
| フラッシュ (flush)                     | 3枚のカードのスートがすべて同じ                            | K♣-7♣-5♣ | 4.96%  |
| ペア (pair)                            | 3枚のうち2枚のランクが同じ                                 | J♥-J♣-6♣ | 16.94% |

以上の役のどれにも該当しない場合は、ハイカード (high card) といって、カードのランクのみによって勝負する。
ラン（ランニング・フラッシュを含む）では、AはA-2-3とA-K-Qの両方に使えるが、K-A-2は認められない。
役が等しい場合は、一番強いカードのランクを比較する。それも同じなら、2番目のカードのランクを比較し、それも同じなら、3番目のカードを比較する。ただし、ペアの場合はペアを構成するカードをまず比較し、それから残り1枚を比較する。
特殊な強さを持つ組み合わせが2つある。
1. ラン（ランニング・フラッシュを含む）では、A-2-3がもっとも強いランで、A-K-Qが2番目に強い。
2. プライアルでは3-3-3がもっとも強い。

それ以外は通常のランクの順序に従う。いずれも場合もスートは比較しない。
ブラグの役はポーカー・ハンドに似ているが、ポーカーのいくつかの役は枚数が少ないために不可能である（ツーペア、フルハウス、フォーカード）。また、ポーカーと共通の役でも発生確率が大きく異なることに注意。ポーカーと異なり、ブラグではハイカードになる確率が74%と高い。ペアのできる確率はポーカーよりかなり低いが、逆にフラッシュのできる確率は高い。このため、フラッシュはストレートよりも低い役になっている。プライアルはランニング・フラッシュより強い役だが、成立する確率はプライアルのほうが少し高い。

## 変種
しばしばワイルドカードを使用する。何がワイルドカードになるかはローカルルールにより異なる（2、ジョーカー、片目のジャック（J♥、J♠）など）。おなじ役ならワイルドカードの枚数が少ない方が（たとえランクが低くても）勝つ。
手札を多く配って、競技者がそのうちの3枚を選んで役を作る方式がある。7枚ずつ配る場合は、そこから1枚を裏返しに捨てて、残りを3枚ずつ2組に分け、強い方の手を最初に、弱い方の手を次に出す。両方に勝った競技者がチップを獲得する。該当者がいない場合は、チップは次回の勝負に持ちこされる。ただし、7枚のうちに同じランクの4枚組がある場合は、手を分ける前に勝つ。プライアルでは3-3-3は特別でないが、かわりに7-7-7を特別とすることがある。
9枚を配る場合も同様に3組の手を作る。

## よく似たゲーム
手札3枚で行うポーカーに似たゲームは複数あるが、これらのゲームがブラグに由来するのか、偶然の一致なのかは不明である。

### スリーカード・ポーカー
ブラグによく似たスリーカード・ポーカー (three-card poker) と呼ばれるゲームがある。役の種類はブラグとほとんど同じだが、ブラグのような特殊なランク（プライアルの3-3-3、ランのA-2-3）は存在せず、ポーカーと同様にフラッシュがストレートより強い。カードを1枚配るごとに合計3回のベットがあり、その方式はポーカーと同じである。

### 詐金花
中国には詐金花（ジャージンホワ、扎金花などとも書く。他に多くの別名がある）と呼ばれるほぼ同様のゲームがある。「金花」とはフラッシュのことで、通常のポーカーと同様にストレートより強い。また、一番弱い組み合わせ（フラッシュではない2-3-5）がプライアル（「豹子」と呼ぶ）に勝つなどの特殊ルールがある。3枚の手札を配ったあと、ポーカーと同様の方法で賭ける。ブラグと同じように、見ないで賭けると半額になるルールが存在する。